# Hans Martin Sutermeister
Pour les articles homonymes, voir Sutermeister.
Hans Martin Sutermeister, né le 29 septembre 1907 à Schlossrued et mort à Bâle le 4 mai 1977, était un médecin et écrivain spécialisé suisse connu pour ses œuvres sur la psychologie de la musique et comme défenseur de victimes d’erreurs judiciaires. Sous le pseudonyme de Hans Moehrlen (en allemand : Hans Möhrlen), il a publié une nouvelle autobiographique (Entre deux mondes) et une valse (Kleiner Walzer).

## Biographie
Hans Martin Sutermeister était le fils du chrétien socialiste Frédéric Sutermeister, petit-fils de l’écrivain populaire Otto Sutermeister et le frère du compositeur Heinrich Sutermeister. Il apprend tôt à jouer du violon ; en 1926, il passa l’examen du baccalauréat au Gymnase humaniste de Bâle. Puis, il commence des études de théologie, mais change ses études pour la médecine. Son frère Adrien, médecin à Binningen, mourut en 1931 à l'âgé de 27 ans lors d'un séjour à Arosa ; des bergers ont retrouvé son cadavre dans la neige ; il ne portait aucune trace de blessure, et on supposait « que la victime se sera endormie et aura gelé ». La famille fut choquée, surtout le père qui ne se récupérera jamais et mourut en 1934 ; Sutermeister intellectualisera cette expérience dans sa nouvelle autobiographique Entre deux mondes qu'il publia en 1942. Pendant les années 1930, il prend des cours intensifs à l’Académie de Musique de Bâle. En 1941 il a reçu le diplôme de Docteur en médecine à l’Université de Bâle, avec un travail sur la loi suisse sur la tuberculose. Le même an, il publia, sous le pseudonyme Hans Moehrlen, une petite autobiographie intitulé Entre deux mondes dans laquelle il consacre des paragraphes remarquables au genre de musique du Jazz et où il assume une position de libre-penseur.

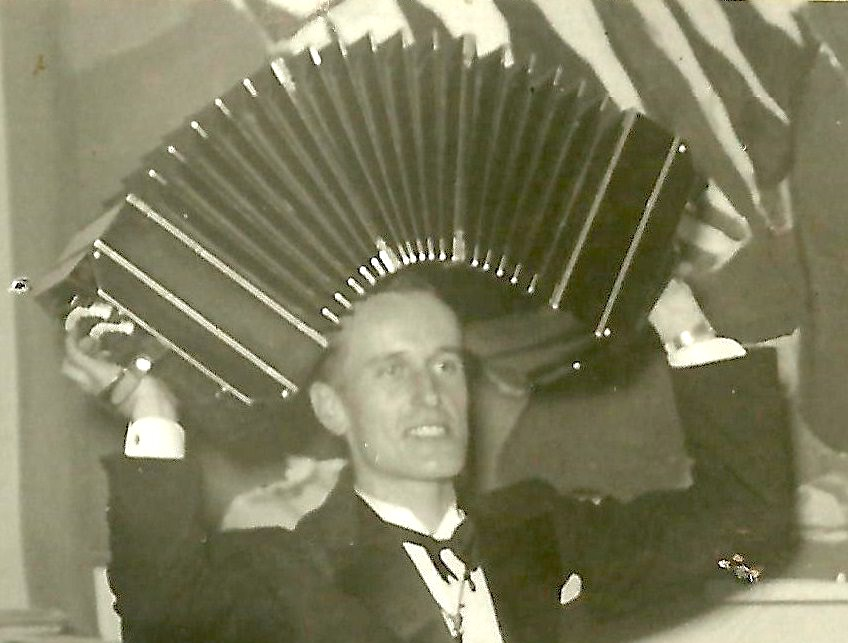
Hans Martin Sutermeister jouant du bandoneon lors d'une réunion de la société d'étudiants Zofingue.

Au cours de la Seconde Guerre mondiale, il a travaillé avec l'Administration des Nations Unies pour le Secours et la Reconstruction (UNRRA), l'aide aux réfugiés à la frontière suisse. En 1949 il publie sa valse pour piano et violon. Pendant ces années, il commence à donner des cours de psychophysiologie à l'Université populaire de Berne. Son thème préféré est la psychologie de la musique sur lequel il publie les travaux scientifiques Über Farben– und Musiktherapie, Psychophysische Wirkungen der Musik ainsi que Das Rätsel um Robert Schumanns Krankheit.

### Erreurs judiciaires
Dans les années 1960 il s'est intéressé à la médecine légale, et s'est impliqué dans le cas de Pierre Jaccoud, un avocat suisse. Afin de prouver que Jaccoud avait été condamné à tort pour le meurtre de Charles Zumbach, Sutermeister a effectué ses propres recherches en la matière. Un de ses principaux arguments s'est basé en que Pierre Hegg, directeur du laboratoire de police scientifique de Genève, et criminologue responsable pour le cas, aurait confondu le sang de la victime avec du sang animal. Par la suite, Hegg avait intenté une action judiciaire contre Sutermeister, mais sans succès. Malgré les efforts de Sutermeister, l'affaire n'a jamais été rouverte.

### Politique

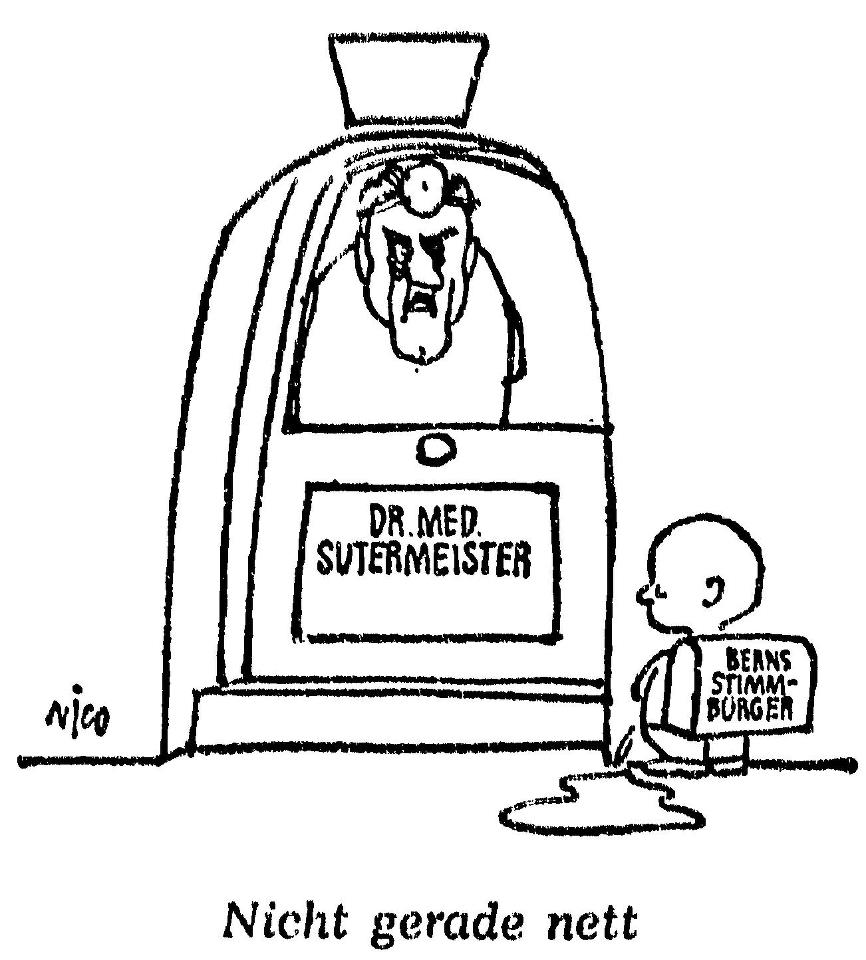
Caricature de Nico, 1971

Dans les années 1960, il a rejoint l'Alliance des Indépendants, et a servi en tant que membre de ce parti dans le parlement municipal de Berne de 1967 à 1971, ainsi que "directeur des écoles" de Berne. Pendant ce temps, il était un farouche critique du Petit Livre rouge des écoliers et lycéens, qui préconisait la remise en cause des normes de la société par les jeunes de l'époque.

### Bâle, 1972-1977
Après avoir été évincé du conseil municipal Bernois et avoir démissionné du Grand Conseil bernois en 1972, Sutermeister déménagea de Berne à Bâle, où il ouvrit un nouveau cabinet médical. En plus de sa pratique, il continua à participer activement aux discussions publiques, notamment à travers des lettres ouvertes publiées dans les journaux. Il a également publié deux ouvrages, Grundbegriffe der Psychologie von heute et Summa Iniuria: Ein Pitaval der Justizirrtümer, en 1976 sous son propre label « Elfenau Verlag ». Sutermeister est décédé le 4 mai 1977. Ses manuscrits sont conservés à la Bibliothèque de la Bourgeoisie de Berne.

## Œuvres (sélection)

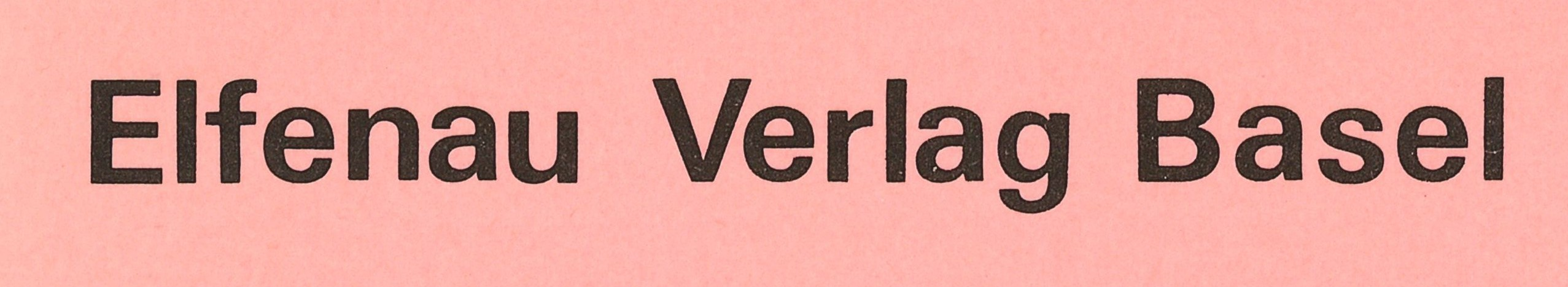
La maison d'édition de Sutermeister

Les œuvres les plus connues de Hans Martin Sutermeister sont:
- Moehrlen, Hans (pseudonyme de Hans Martin Sutermeister) (1942). Zwischen zwei Welten: Novelle. Berne: Buchdruckerei Mettler & Salz A.G..  (ISBN 978-3-226-00030-6). (de)
- Sutermeister, Hans Martin (1944). Von Tanz, Musik und anderen schönen Dingen: Psychologische Plaudereien. Berne: Hans Huber. (OCLC 601437512). (de)
- Sutermeister, Hans Martin (1944). Psychologie und Weltanschauung. Berne: Hans Huber. (OCLC 602245072). (ASIN B000SFI7NY) (de)
- Sutermeister, Hans Martin (1947). Über die Wandlungen in der Auffassung des Krankheitsgeschehens. Gesundheit und Wohlfahrt 27 (12), p. 417–460. (de)
- Sutermeister, Hans Martin (1952). Psychosomatik des Lachens und Weinens. Gesundheit und Wohlfahrt 32 (6): p. 337–371. PMID 12989438 (de)
- Sutermeister, Hans Martin (1955). Schiller als Arzt: ein Beitrag zur Geschichte der psychosomatischen Forschung. Berner Beiträge zur Geschichte der Medizin und der Naturwissenschaften (Bern: Paul Haupt) (13). (ASIN B000JVFCBW) (de)
- Sutermeister, Hans Martin (mai 1971). Möglichkeiten einer inneren und äusseren Schulreform im Sinne der Gesamtschule in der Stadt Bern. Berne. (OCLC 600875622). (de)
- Sutermeister, Hans Martin (1976). Summa Iniuria: Ein Pitaval der Justizirrtümer. Bâle, Elfenau.  (ISBN 978-3-226-00096-2). (de)
- Sutermeister, Hans Martin (1976). Grundbegriffe der Psychologie von heute. Bâle, Elfenau.  (ISBN 978-3-226-00313-0). (de)